# Graptocullia sagittata
Graptocullia sagittata là một loài bướm đêm trong họ Noctuidae.